# Castle Gresley
Castle Gresley – wieś w Anglii, w hrabstwie Derbyshire, w dystrykcie South Derbyshire. Leży 20 km na południe od miasta Derby i 172 km na północny zachód od Londynu.